# Shrek 4-D
Shrek 4-D (2003) este un film de scurt metraj/spectacol din parcul de amuzament Universal Studios Hollywood din Universal City, California, Universal Studios Florida din Orlando, Florida, Universal Studios Japan din Osaka, Japonia și Warner Bros. Movie World de pe Gold Coast din Australia.

## Descriere a spectacolului
Spectatorii sunt invitați într-o cameră care pare o închisoare care are două ecrane mari pe ambele prărți. Pe ecrane, Lord Farquaad anunță că i-a răpit pe Three Little Pigs, Gingerbread man și Pinocchio, și că îi ține ostatici. Spune mai apoi că îi va tortura pe toți până va primi răspunsuri. După o scurtă lecție de securitate făcută de către operatorul spectacolului, ușile cinematografului se deschid și oamenii își pot lua locurile în sala de cinema.
Scurt metrajul are loc imediat după primul film din seria Shrek. Spiritul lui Lord Farquaad se întoarce din morți și o răpește pe Prințesa Fiona. Prin urmare, Shrek și Măgărușul încearcă să o salveze.
Deși animația este în 3-D, spectacolul este un film 4-D, ceea ce înseamnă că încearcă să îi facă pe spectatori să simtă ceea ce văd. Spre exemplu, când Măgărușul strănută, din scaunele din față se stropește cu apă pe fața spectatorilor. Scaunele se mișcă, jeturi de aer și tuburi de cauciuc sunt montate pentru a stimula efecte de mișcare a aerului, gâdilat și alte senzații.
Animația produsă pentru spectacol a fost mai apoi lansată pe DVD, cu numele modificat în Shrek 3-D, care includ și o pereche de ochelari 3-D. DVD-ul include și o versiune 3-D, dar și o versiune normală, fără efecte 3-D.

## Trivia
- În Florida, spectacolul a înlocuit spectacolul Alfred Hitchcock: The Art of Making Movies. În California, a înlocuit spectacolul de scenă Rugrats Magic Adventure.

- Instructorii fac glume în mod constant precum:
  - La intrarea în camera de închisoare, el/ea cer spectatorilor să își ridice ambele brațe. Daca nu îi simți transpirația tipului de lângă tine, vino mai aproape ca să poată să intre și alții.
  - El/Ea spun că nimeni nu a murit la spectacolul acesta.. în ultima oră.
  - În sala de cinema, instructorul spune să vă legați centurile. După ce observi că nu există, spune că nu au fost niciodată montate.
  - Instructorul face glume pe seama oamenilor din basme (ex: Pinocchio, sau Shrek și Măgărușul)  în timpul așteptării din camera de închisoare.